# 乡试
乡试，或稱鄉貢、乡闱、秋闱、大比，形式起源于古中国自唐朝时在科举制度中设置的以州郡为单位举行的全国性地方考试，宋朝时成为会试、殿试之前的三级考试第一道比试，故名“大比”；又因为春秋时期的古典国家教育机构名为“乡校”，故名“乡试”。元朝时由于用行省取代了道、路（唐宋行政区划）作为一级行政区划，乡试被正式设立为以行省为单位举行。明清时，参加考試人員，需有庠生、贡生等諸生資格。考中者称为举人，取得进一步参加会试资格。其中，第一名稱為「解元」，前五名稱為「經魁」，亦有将二至十名称「亚元」者。
中国科举史上，唐朝的地方性考试，即州、县举办的科举考试称解試。宋朝时，科举考试确立为州试、会试、殿试三级。元明清三朝举办的乡试，自元朝延祐元年（1314年）乡试起，至清朝光绪二十九年（1903年）八月癸卯恩科乡试结束。越南、朝鲜亦有此类地方性考试。

## 元朝乡试
以一级行政区——行中书省为主要单位的元代乡试，始于元仁宗延祐元年（1314年），即延祐復科。以十一行省为主，全国共有17个一级行政区举办乡试。研究者认为，元朝政府以行省为单位举办乡试，是出于其地域辽阔的实际和中央集权的需要，亦被明清继承。元朝乡试每三年一次，共举行16次。考试流程上，共有保举投状、锁院应试、校文录取三个步骤。在四等人制度下，蒙古人、色目人、汉人、南人在名额、出榜、场次、命题等方面享有不同待遇。
元惠宗至正二十五年（1365年）的乡试，是元代历史上最后一次乡试。此次乡试，已因元末民变和元政府在诸地统治终结，仅余数地举办。

## 明清乡试

### 雅稱與慣例
明清在各省省城「贡院」举行，因許多南方诸行省的生員寄籍直隸順天府，報考鄉试，準備中舉後直接留在京師參加會試，以免舟車勞頓。因為這樣的生員非常多，故學界特別稱順天鄉試為「北闈」。北闈第一名解元，按慣例須為本地（京師順天府，今北京市）人，俗稱「北元」；南方各省籍的人，考中第二名也稱「元」，為「南元」。

### 考试時間
明清乡试，每三年举行一次，考期在子、卯、午、酉年的秋八月，又称「秋闱」，为正科。清代，遇新皇帝登基、大婚、寿诞、庆典等加科，为恩科。考三场，每场三日。

### 监考官员
鄉試由朝廷选派翰林、内阁学士赴各省充任正副主考官，主持乡试，试《四书》、《五经》、策问、八股文等，各朝所试科目有所不同。各省的学政是不能主持乡试的，学政负责主持院试，选拔秀才，并督察府、县的学官。

### 考试对象
乡试由皇帝钦命的主考官主持，凡属本省諸生（贡生、监生等，包括未仕者、任官未入流之生员）经科试合格，均准应试，但有过失而罷黜的官吏、街头艺人、妓院之人、丁忧（父母丧事未满三年的），均不准应试。
明清乡试资格考试：
- 科考又称科举、科试、小试、道试、院试、台试、正考等，应试者只有通过科考，方能参加乡试，科考被录取称“录科”。不晚于正统元年（1436年）开始两京设提学御史，各省设提学佥事，开始科考。 科考发案置六等，而取一二等应试。岁考废弛后，以科考补廪生膳生、给赏、入学。
- 遗才，录取称“录遗”。因为境域辽阔，交通不便、因丁忧、患病等未参加科考者等。正德二年出现。
- 大收，又称“大考”、大校，通常是临场收考科考、遗才所不收录的士子。万历时出现。

考试方式：
- 吊考，又称“吊试”、“调考”，指提学官居一城（常为府城）而调附近生员赴考。常用于岁考。
- 类考，或称“汇考”。州、县生儒人等由提调官，通常是知州、知县负责预先考选。“县考送府，府考送道，不送则不得进。”提学官掌握最终考送权。常用于科试。
- 截考：提学官将最终考送权亦委之地方有司官，由其直接考定送乡闱，而不再经提学官覆试。

## 延伸阅读
[在维基数据编辑]
 《欽定古今圖書集成·經濟彙編·選舉典·鄉試部》，出自陈梦雷《古今圖書集成》